# Thamaraikulam
Thamaraikulam es una ciudad y nagar Panchayat situada en el distrito de Theni en el estado de Tamil Nadu (India). Su población es de 12372 habitantes (2011). Se encuentra a 15 km de Theni y a 73 km de Madurai.

## Demografía
Según el censo de 2011 la población de Thamaraikulam era de 12372 habitantes, de los cuales 6223 eran hombres y 6149 eran mujeres. Thamaraikulam tiene una tasa media de alfabetización del 82,28%, superior a la media estatal del 80,09%: la alfabetización masculina es del 88,40%, y la alfabetización femenina del 76,08%.